# سیارک ۲۸۸۳
سیارک ۲۸۸۳ (به انگلیسی: 2883 Barabashov، نامگذاری:1978RG6) دو هزار و هشتصد و هشتاد و سومین سیارک کشف شده‌است که در ۱۳ سپتامبر ۱۹۷۸ کشف شد.
قدر مطلق  این سیارک برابر ۱۳٫۳۰ است.